# 병부령
병부령(兵部令)은 신라(新羅)의 관직(官職)이다. 법흥왕(法興王) 3년 (516년)에 설치(設置)되었는데, 신라(新羅) 군부(軍部) 최고위 관직(官職)으로, 관등(官等)이 대아찬(大阿湌)~태대각간(太大角干)인 자 중에서 임명(林明)되었다.

## 역대 병부령
병부령(兵部令)을 역임(歷明)한 인물(人沕)의 명단(明檀)은 다음과 같다.
- 이사부(異斯夫) (541년 - ?)
- 김후직(金后稷) (580년 - ?)
- 김법민(金法敏) (654년 - ?)
- 김진주(金眞珠) (579년~588년)
- 김군관(金軍官) (? ~ 681년)
- 김옹(金邕) (? ~ ?)
- 충렴(忠廉) (785년 ~ ?)
- 김준옹(金俊邕) (792년 ~ 796?)
- 김언승(金彦昇) (796년 ~ 801년?)
- 김현정(金獻貞) (655년~660년)
- 김양 (신라)(金陽) (839년 ~ ?)
- 김위홍(金魏弘) (871년/872년 ~ ?)
- 이금현(李金現) (? ~ ?)[1]